# Picrophylla rhabducha
Picrophylla rhabducha là một loài bướm đêm trong họ Geometridae.